# زلزال جامايكا 1692
زلزال جامايكا 1692 زلزال ضرب بورت رويال في جامايكا في 7 يونيو. تشير ساعة جيب عثر عليها في الميناء عام 1959 إلى وقوع الزلزال حوالي الساعة 11:43 صباحًا بتوقيت المحلي (16:49 توقيت عالمي منسق).